# Louis Schlapbach
Louis Schlapbach – szwajcarski strzelec, mistrz świata.
Był związany z miastem Steffisburg.
Uczestniczył w krajowych eliminacjach do udziału w Mistrzostwach Świata w Strzelectwie 1947. W strzelaniu z karabinu dowolnego w trzech postawach zajął 4. miejsce, zaś w karabinie małokalibrowym w trzech postawach był na 6. miejscu, co wystarczyło do kwalifikacji (wyjazdem do Szwecji premiowano siedmiu najlepszych zawodników w dowolnej z rozegranych konkurencji).
Schlapbach dwukrotnie w swojej karierze stał na podium mistrzostw świata, dokonując tego wyłącznie w konkurencjach drużynowych. Były to dwa złote medale zdobyte na mistrzostwach w 1947 roku, na których zwyciężył w karabinie dowolnym klęcząc z 50 m (skład zespołu: Robert Bürchler, Mario Ciocco, Emil Grünig, Otto Horber, Louis Schlapbach) i w karabinie dowolnym w trzech postawach z 300 m (skład drużyny – poza Mario Ciocco, którego zastąpił Werner Jakober – był taki sam). W pierwszej z tych konkurencji zajął indywidualnie 10. miejsce.

## Medale mistrzostw świata
Opracowano na podstawie materiałów źródłowych:
| Mistrzostwa    | Konkurencja                                     | Wynik                             | Miejsce |
| -------------- | ----------------------------------------------- | --------------------------------- | ------- |
| Sztokholm 1947 | Karabin dowolny, trzy postawy, 300 m, drużynowo | 5500 pkt. (druż.)                 |         |
| Sztokholm 1947 | Karabin dowolny klęcząc, 50 m, drużynowo        | 1920 pkt. (druż.) 384 pkt. (ind.) |         |